# Direction régionale et interdépartementale de l'Équipement et de l'Aménagement
(DRIEA)

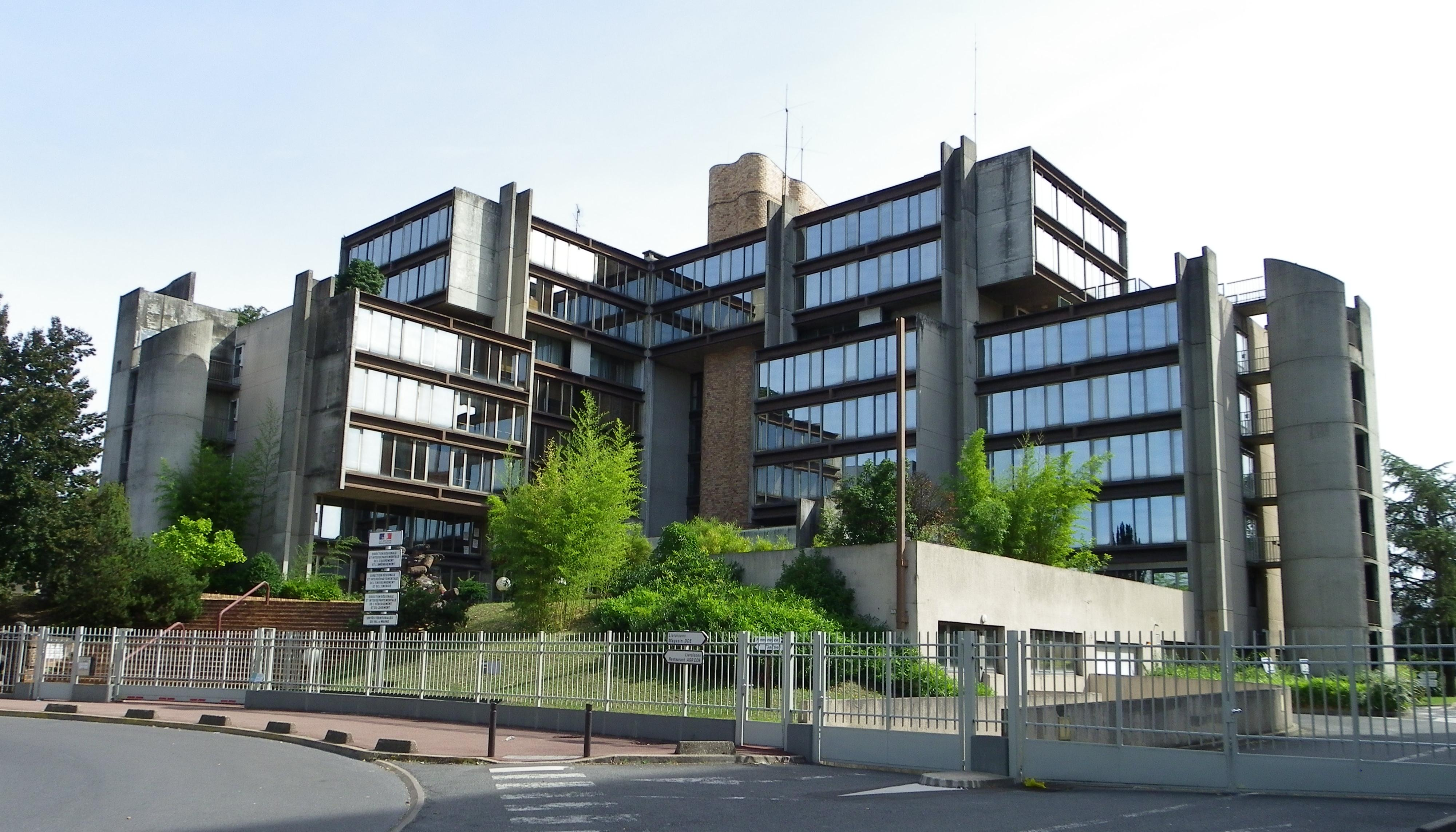
Bâtiment des unités territoriales (UT) de la DRIEA, de la DRIEE et de la DRIHL du Val-de-Marne à Créteil (12-14, rue des Archives),,.

En France, la direction régionale et interdépartementale de l'Équipement et de l'Aménagement (DRIEA) est un ancien service déconcentré du ministère de l'Écologie, qui a existé du 1er juillet 2010 au 31 mars 2021.
Par le décret du 10 mars 2021 elle est devenue la Direction régionale et interdépartementale de l'Environnement, de l'Aménagement et des Transports (DRIEAT) par fusion des directions régionales et interdépartementales de l'Équipement et de l'Aménagement (DRIEA) et de l'Environnement et de l'Énergie (DRIEE). 
La DRIEA a été créée le 1er juillet 2010 par le décret no 2010-687 du 24 juin 2010 modifié qui instaure des dispositions juridiques spécifiques concernant l'organisation des services déconcentrés de l’État français pour l'Île-de-France. Le terme « direction régionale de l'Environnement, de l'Aménagement et du Logement » (ou « DREAL »), qui sont les directions présentes dans les autres régions françaises, englobe souvent la DRIEA.
La DRIEA, dont le siège se situait à Paris 15e (21-23 rue Miollis), manifestait la volonté de l’État français d’adapter ses réponses dans le domaine des transports, de l'urbanisme et de la construction à la situation particulière de l’Île-de-France. Elle était placée sous l’autorité du préfet de la région d'Île-de-France, préfet de Paris.
Au 1er avril 2021, en application du décret no 2021-261 du 10 mars 2021, la DRIEA a été fusionnée avec la Direction régionale et interdépartementale de l'Environnement et de l'Énergie (DRIEE) pour créer la DRIEAT : Direction régionale et interdépartementale de l'Environnement, de l'Aménagement et des Transports d'Île-de-France,.

## Historique
La DRIEA est issue de la fusion des services ou parties de service compétents en matière de transports, de l'urbanisme et de la construction de :
- la direction interdépartementale des Routes d'Île-de-France (DiRIF) ;
- la direction régionale de l'Équipement (DRE) d'Île-de-France ;
- les directions départementales de l'Équipement (DDE) des Hauts-de-Seine, de la Seine-Saint-Denis et du Val-de-Marne ;
- la direction de l'Urbanisme, du Logement et de l'Équipement de la préfecture de Paris, à l'exception des services ou parties de services qui étaient compétents en matière de logement qui ont été intégrés au sein de la direction régionale et interdépartementale de l'Hébergement et du Logement (DRIHL).

## Missions

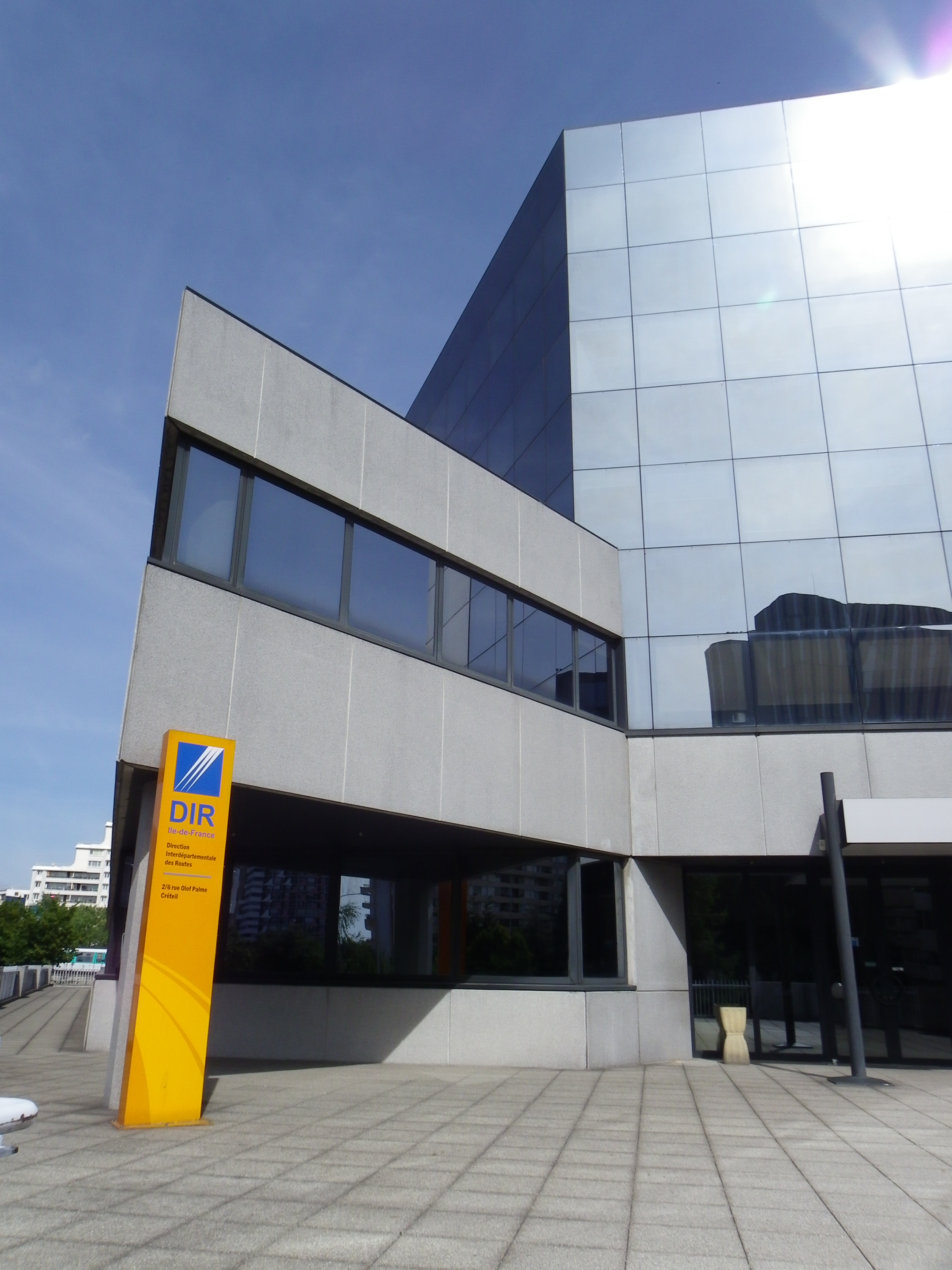
Bâtiment de la DiRIF à Créteil.

Les missions de la DRIEA concernent les domaines suivants :
- participation aux réflexions et aux décisions relatives à l’aménagement de l’Île-de-France ;
- réflexion prospective articulant urbanisme et transports ;
- sécurité des transports et la prévention des risques ;
- exploitation et aménagement du réseau routier national en Île-de-France ;
- mise en œuvre du plan « bâtiment ville durable » ;
- coordination des politiques et gestion de la programmation budgétaire pour le compte des services du ministère de l’Environnement, de l’Énergie et de la Mer en Île-de-France ;
- études, conseil et contrôle dans les domaines de la ville, de la mobilité, des infrastructures et des écomatériaux.

Elle assure notamment les missions régaliennes suivantes en Île-de-France : 
- préparer et gérer les budgets opérationnels de programme (BOP) ;
- élaborer les documents de prévention des risques et des nuisances ;
- assurer la fiscalité de l’urbanisme ;
- programmer et répartir les moyens consacrés par l’État français aux politiques de transports, notamment dans l’exécution des contrats conclus entre l’État et les collectivités territoriales ;
- élaborer et mettre en œuvre la politique immobilière de l’État français ;
- élaborer et mettre en œuvre le plan réglementaire de la construction ;
- contrôler le respect de la réglementation des transports routiers, sur route et dans les entreprises ;
- instruire les arrêtés d’autorisation de transports exceptionnels et de travaux ;
- délivrer les autorisations relatives à la sécurité des transports guidés ;
- assurer les examens de permis de conduire ;
- participer aux commissions de sécurité et d’accessibilité.

## Réseau routier national en Île-de-France

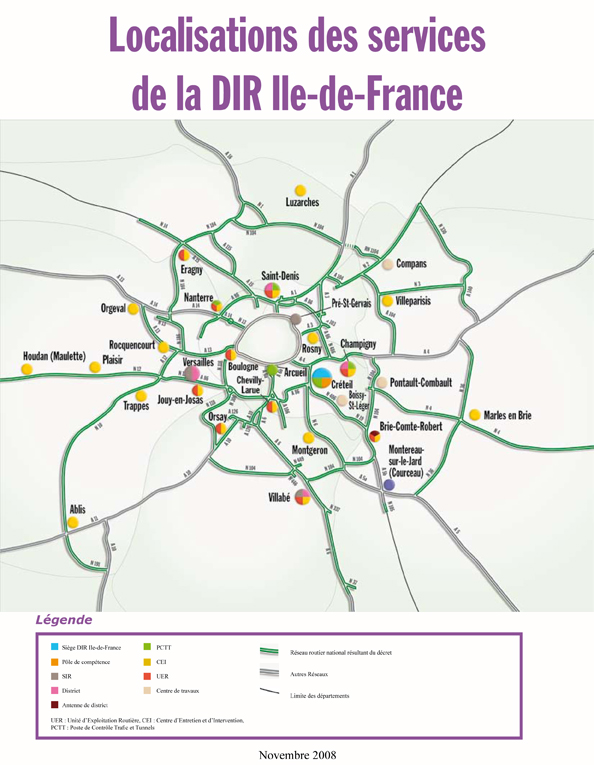
Services de la DiRIF.

La DRIEA, par le biais de la DiRIF, exploite, entretient, sécurise et aménage le réseau routier national non concédé francilien.
Elle gère au total 1 300 km de routes sur sept départements d'Île-de-France (77-78-91-92-93-94-95). Ses principales missions sont de gérer les voies rapides d'Île-de-France ainsi que d’assurer la construction et le contrôle des travaux de nouveaux projets routiers.
Une dizaine de Centres d’entretien et d’intervention (CER) ou d’Unités d’exploitation routière (UER) sont déployés sur la région.
En 2025, avec 900 agents, la DiRIF est un des plus importants services déconcentrés de l’État. Elle gère pas moins de 621 km de routes structurées en rocades (Francilienne, A86) et radiales, mais également plus de 300 échangeurs, 1 100 ponts et 100 tunnels. Près de 4 millions d'usagers empruntent chaque jour de semaine ces routes. 

### Gérer les voies rapides
La gestion des voies rapides d'Île-de-France est réalisé en :
- informant l'usager avant son déplacement (gestion du site d'information routière Sytadin) et pendant son déplacement (affichage d’informations et de temps de parcours sur les panneaux à message variable), ce qui lui permet d'optimiser son trajet) ;
- optimisant les conditions de circulation : gestion des événements, mise en œuvre de mesures d’exploitation dynamique (par exemple : glissière mobile sur le tronc commun A4/A86 ou régulation des accès dans le quart sud-est de l’Île-de-France), création de nouveaux aménagements.

### Assurer la construction et le contrôle de travaux de nouveaux projets routiers
Le réseau routier national en Île-de-France, en particulier les voies rapides urbaines, sont continuellement aménagées afin de faciliter l’accès, d’améliorer sa sécurité, d’améliorer sa capacité en période de pointe et de réduire les impacts de la circulation sur l’environnement. 
À la suite des nouvelles directives européennes, de nouvelles normes de sécurité doivent être mises en place pour les vingt-deux tunnels du réseau.

### Critiques de la Cour des comptes
En juin 2025, un rapport de la Cour des comptes alerte sur l’état des routes en Île-de-France. Celui-ci critique l’action de la DiRIF constatant que les routes nationales d’Île-de-France sont « les plus dégradées » du réseau.
La Cour des comptes remarque que « les dépenses d'entretien et d'exploitation se situaient en 2023 au même niveau qu'en 2015 en euros courants, malgré une hausse des coûts unitaires de plus de 20 % ». Elle note le problème que constitue la propreté des routes et de leurs abords « un gros point noir en Ile-de-France », la DiRIF ramassant près de 20 000 tonnes de déchets par an, soit 14 fois plus par kilomètre que sur les autoroutes concédées. Elle pointe également du doigt « un contrôle du temps de travail peu rigoureux » ainsi que « des tensions sociales ».

## Unités Départementales
La DRIEA comprenait, pour chacun des départements de Paris, des Hauts-de-Seine, de la Seine-Saint-Denis et du Val-de-Marne, une unité départementale (UD).